# Cantonul Bourges-2
Cantonul Bourges-2 este un canton din arondismentul Bourges, departamentul Cher, regiunea Centru, Franța.